# Javier del Río Alba
Javier Augusto del Río Alba (ur. 22 grudnia 1957 w Limie) – peruwiański duchowny katolicki, arcybiskup metropolita Arequipy od 2006.

## Życiorys

### Młodość i prezbiterat
W 1987 wstąpił do Seminarium Redemptoris Mater w Callao. Święcenia kapłańskie przyjął 21 listopada 1992. Studiował w Rzymie, gdzie uzyskał doktorat z teologii na Papieskim Uniwersytecie Gregoriańskim oraz licencjat z prawa kanonicznego na Angelicum. Inkardynowany do diecezji Callao, pracował jako wykładowca seminarium Redemptoris Mater w tymże mieście. Był także rektorem diecezjalnego seminarium oraz wikariuszem generalnym diecezji.

### Episkopat
12 października 2004 został mianowany biskupem pomocniczym diecezji Callao, ze stolicą tytularną Phelbes. Sakry biskupiej udzielił mu biskup Miguel Irizar Campos.
11 lipca 2006 papież Benedykt XVI mianował go arcybiskupem koadiutorem Arequipy. 21 października 2006 po rezygnacji poprzednika został arcybiskupem metropolitą Arequipy. W latach 2012-2018 był drugim wiceprzewodniczącym Konferencji Episkopatu Peru